# Lampona monteithi
Lampona monteithi là một loài nhện trong họ Lamponidae. Loài này được phát hiện ở Queensland.